# Pierre Bourdon

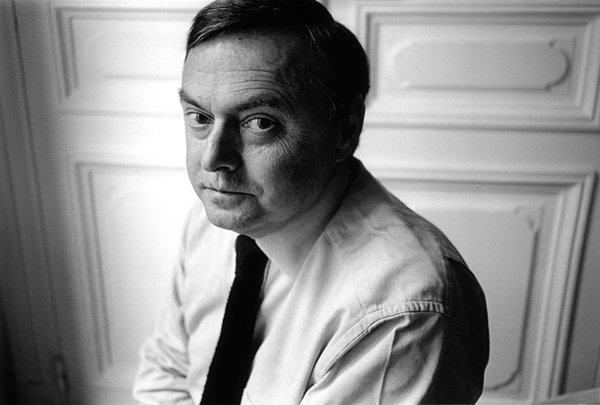
Pierre Bourdon (2009)

Pierre Bourdon (* 1946 in Paris) wurde in Frankreich als Sohn von Rene Bourdon, Directeur General bei Christian Dior, geboren. Frederic Malle bezeichnet Pierre Bourdon als einen der innovativsten Parfumeure seiner Generation. Seine erfolgreichsten Kreationen sind „Davidoff Cool Water (Man & Woman)“ und „Jil Sander Sun“.

## Leben
Nach seinem Studium der Politik- und Wirtschaftswissenschaften am Pariser Institut für politische Studien, auch bekannt als Sciences Po, startete Pierre Bourdon 1971 seine Ausbildung als Parfumeur an der Parfumschule Roure (l’Ecole de Parfumerie de Roure) in Grasse.
Parallel wurde er von dem Begründer der modernen Parfümerie, Edmond Roudnitska, bekannt für seine Duftkreationen Diorella, Diorissimo und Femme de Rochas, ausgebildet. Roudnitska, den er zweimal wöchentlich im französischen Cabris traf, lehrte Pierre Bourdon die Parfümerie als Kunstform.
Nach fünfjähriger Ausbildung in Grasse zog Pierre Bourdon nach Paris, um dort für das Parfumhaus Roure zu arbeiten. Insgesamt arbeitete Pierre Bourdon 11 Jahre lang für Roure und schuf währenddessen Düfte wie Yves Saint Laurent Kouros, Pavielle für Avon oder Darling für Elida Gibbs.
Anschließend wurde Pierre Bourdon 1982 Mitbegründer und Chefparfümeur von Takasago Europa. Seine bekanntesten Werke aus dieser Zeit sind Davidoff Cool Water, Joop Homme und Jil Sander Sun.
1991 verließ er Takasago Europa, um bei Quest zu arbeiten. Bekannte Düfte aus diesen Jahren sind Nightflight (Joop), Fantasme (Lapidus), Feminite du Bois zusammen mit Chris Sheldrake (Shiseido) und Kouros Eau de Fraîcheur (Yves Saint Laurent).
Nach dieser kurzen Zeit bei Quest gründete Pierre Bourdon die Pariser Tochtergesellschaft von Fragrance Resources. In dieser Zeit entstanden Düfte wie Christian Dior Dolce Vita, Davidoff Cool Water Woman, Escada Crystal Parfum, Salvatore Ferragamo Tuscan Soul and Lacoste Challenge.
2014 kreierte der Parfumeur frei von jeglichen Vorgaben seine ganz persönliche Duftlinie „Pierre Bourdon“: La dame en rose, Sous les magnolias, La fin d’un été, Le grand tour, Route des épices.

## Kreationen
- Kouros, Yves Saint Laurent (1981)
- Darling, Elida Gibbs (1981)
- Pavielle, Avon (1983)
- Green Irish Tweed, Creed (1985)
- Cool Water, Davidoff (1988)
- Joop! Homme (1989)
- Jil Sander Sun (1989)
- Night Flight, Joop (1992)
- Fantasme, Lapidus (1992)
- Feminite du Bois, Shiseido wurde von Serge Lutens komponiert (1992)
- Kouros eau de Fraîcheur, Yves Saint Laurent (1993)
- Dolce Vita, Christian Dior (1995)
- Cool Water woman, Davidoff (1996)
- Good Life, Davidoff (1998)
- Good Life woman, Davidoff (1999)
- Ines de la Fressange (1999)
- Double jeu Gemey, L’Oréal (1999)
- Esprit for my Peace, Coty (2001)
- Mediterraneao, Puig (2001)
- Rene Lezard (2002)
- Sportfever Adidas, Coty (2002)
- Azahar, Adolfo Dominguez, Myrurgia (2002)
- Individuel, Montblanc (2003)
- Aigner in Leather, Aigner (2003)
- Soprani Uomo (2003)
- Antonio Fusco (2003)
- Cabaret for men, Gres (2004)
- Game Spirit, Adidas (2004)
- Agua di Rocio, Victorio & Luchino, Puig (2004)
- Flores Frescas, Victorio & Luchino, Puig (2005)
- Tendenza, Van Gils (2005)
- Full Choke, Francesco Smalto (2005)
- Brave, Agua Brava Puig (2005)
- Bergamote Marine de Gianfranco Ferre, Procter & Gamble (2005)
- Ferre Eau de Parfum, Procter & Gamble (2005)
- Escada Crystal Parfum, Procter & Gamble (2005)
- Boudoir Venitien, Guerlain (2005)
- Ferre for men, Procter & Gamble (2006)
- Anna sui Magic Romance, Procter & Gamble (2006)
- Femme de Montblanc, Procter & Gamble (2006)
- French Lover, Frederic Malle (2007)
- Blue Musk, Ferre (2007)
- Nautica, Coty Prestige (2008)
- Dare, Adidas (2008)
- Tuscan Soul, Salvatore Ferragamo (2008)
- Challenge, Lacoste, Procter & Gamble (2009)
- Grigioperla Essence, Morris Profumi Italien (2009)
- La dame en rose, Pierre Bourdon (2014)
- Sous les magnolias, Pierre Bourdon (2014)
- La fin d’un été, Pierre Bourdon (2014)
- Le grand tour, Pierre Bourdon (2014)
- Route des épices, Pierre Bourdon (2014)
- Precious Peony, Judith Williams (2018)
- La Belle, Judith Williams (2021)

## Sonstige Quellen
- Bourdon, Kathleen: CV Pierre Bourdon. Schriftliche Mitteilung vom 26. November 2012.
- Bourdon, Kathleen: RE:Wikipedia Pierre Bourdon. Schriftliche Mitteilung vom 30. Juli 2013.